# Джордж Грийн
Джордж Грийн (на английски: George Green) е английски физик и математик.
Автор е на съчинението „Опит върху приложенията на математическия анализ в електричеството и магнетизма“ (на английски: An Essay on the Application of Mathematical Analysis to the Theories of Electricity and Magnetism). В него представя частен случай на теоремата на Грийн, идеята за потенциали, широко употребявана във физиката оттогава, както и идеята за функции на Грийн.
Грийн е самоук – учи в училище само година, между 8 и 9-годишна възраст. Прекарва по-голямата част от живота си в английското градче Снейтън, днес предградие на Нотингам. Баща му, също Джордж, е мелничар. След смъртта на баща му през 1829 г. поема управлението на мелницата.
Междувременно започва и да се занимава с математика. Нотингам е далеч от известните по това време културни средища, затова не е ясно откъде Джордж Грийн е черпил информация за съвременните постижения на математиката. Публикува съчинението си през 1828 г., в тираж от 51 бройки, продаден предимно на негови приятели, които най-вероятно не са го разбирали. Но сред закупилите труда на Грийн е и заможният математик Едуард Брумхед, който окуражава Грийн в заниманията му с математиката. Първоначално Грийн не му отговаря, смятайки изразената от Брумхед подкрепа за неискрена, но по-късно установява контакт с него, което му помага да започне следване в Кембридж.
Джордж Грийн влиза в Кеймбридж на 40-годишна възраст, през 1833, и се дипломира 4 години по-късно. Следва впечатляваща научна кариера – Грийн работи в области като оптика, хидродинамика, акустика, макар и неговите по-късни трудове да не повтарят успеха на първото му съчинение. Сред по-важните от по-късните му трудове е изследване на движението на вълна в канал, чиито математически апарат е сходен с приближението на Вентцел-Крамерс-Брилуен в квантовата теория.
През 1930 г. Алберт Айнщайн коментира, че Грийн е живял 20 години преди времето си. През 1993 г. теоретичният физик Джулиан Швингър, който прави съществени приноси в Квантовата теория на полето, в основата на които са функциите на Грийн, публикува книгата „The Greening of Quantum Field Theory: George and I“, с която отдава нужното на приноса на Грийн в съвременната математика.